# Deejay Time in the mix
Deejay Time in the mix è uno spin off del programma Deejay Time, in onda su Radiom2o.

## Storia
Nato nel 2019, inizialmente era in onda dal lunedì al giovedì dalle 23:00 alle 00:00.
Dalla stagione successiva viene spostato nella fascia oraria dalle 22:00-23:00 sempre dal lunedì al giovedì. 
Dalla stagione 2023-2024 il programma va in onda dalle 00:00-01:00. 
Tutte le puntate possono essere riascoltate sul sito e sulla app di Radiom2o.

## Il programma
Il programma trasmette sequenze musicali di musica dance attuale e del passato mixata dai deejay, Fargetta, Molella
e Prezioso per 20 minuti ciascuno.

### Struttura del programma
Il programma è così suddiviso:
- 00:00-00:20 Fargetta
- 00:20-00:40 Molella
- 00:40-01:00 Prezioso